# Brian Fargo

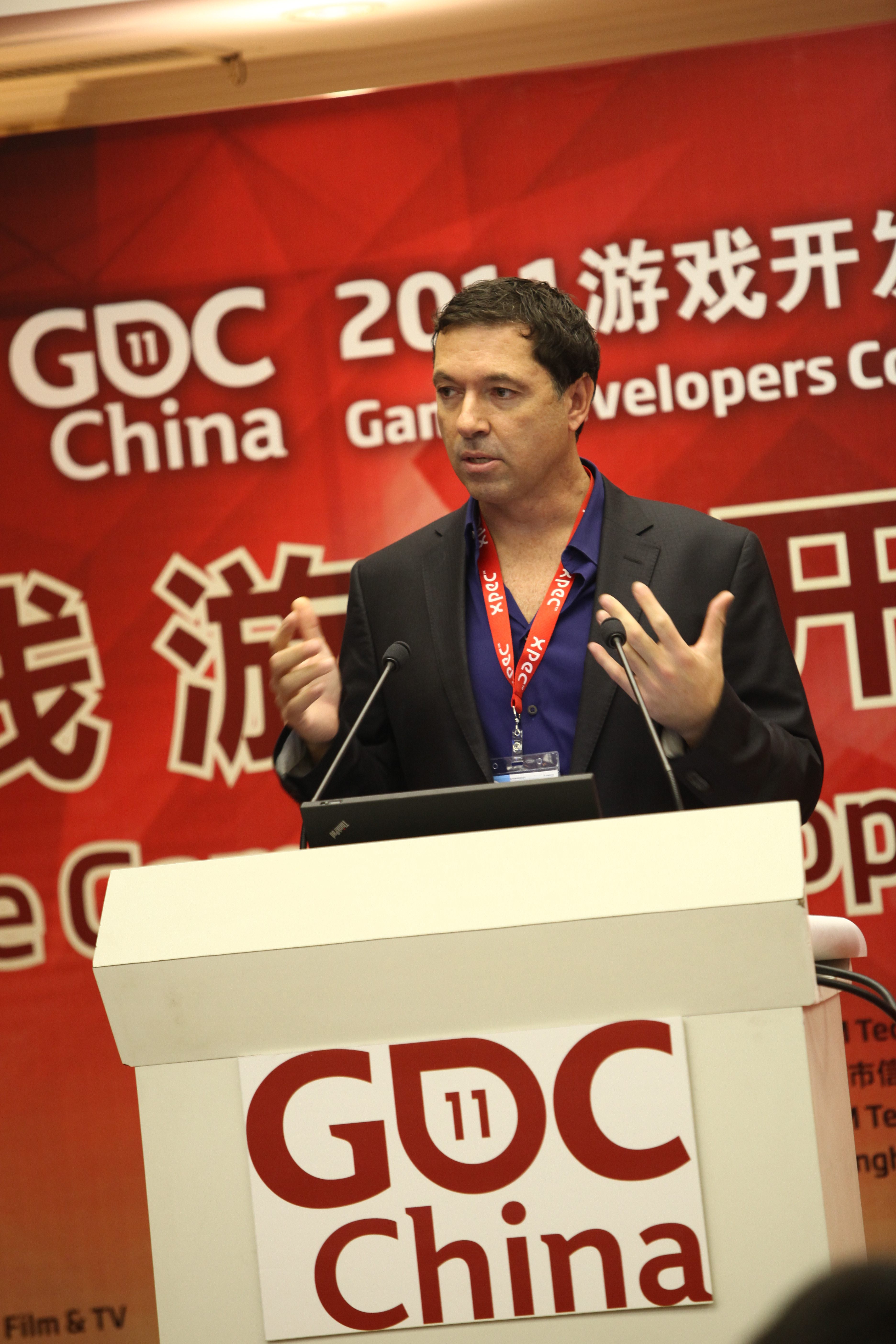
Brian Fargo – Game Developers Conference China 2011

Brian Fargo (* 15. Dezember 1962 in Long Beach, Kalifornien) ist ein US-amerikanischer Computerspieleentwickler.

## Leben
Brian Fargo wurde im kalifornischen Long Beach in der Nähe von Los Angeles geboren und wuchs im nahegelegenen Newport Beach auf. Im Jahr 1977 bekam er von seinen Eltern einen Computer geschenkt und entwickelte bald darauf den Wunsch, Computerspiele zu entwickeln.
1983 war er einer der Gründer des Computerspiel-Unternehmens Interplay Entertainment, wo er unter anderem an Spielen, wie der Bard’s-Tale-Reihe und Wasteland, mitarbeitete. Mitte der 1990er-Jahre hatte Interplay über 600 Mitarbeiter und ging 1998 an die Börse (NASDAQ). Das Unternehmen geriet jedoch bald darauf in finanzielle Schwierigkeiten. Im Jahr 2001 wurde Interplay schließlich vom französischen Titus Interactive übernommen und Brian Fargo verließ kurz darauf das Unternehmen.
2003 gründete Fargo ein neues Unternehmen, inXile Entertainment. Im Oktober 2004 veröffentlichte inXile den Titel The Bard’s Tale für PlayStation 2, Xbox und PC. Seitdem arbeitete das Studio hauptsächlich an Spielen für iPhone und iPod touch. Anfang 2012 wurde über die Crowdfunding-Internetplattform Kickstarter Wasteland 2 im Stil eines klassischen RPGs finanziert und erschien im September 2014. Anfang 2013 wurde in Rekordzeit Torment: Tides of Numenera über Kickstarter finanziert.